# モーモ
モーモ（イタリア語: Momo）は、イタリア共和国ピエモンテ州ノヴァーラ県にある、人口約2,500人の基礎自治体（コムーネ）。

## 地理

### 位置・広がり
| 隣接するコムーネは以下の通り。 - バレンゴ - ベッリンツァーゴ・ノヴァレーゼ - ブリオーナ - カルティニャーガ - オレッジョ - ヴァプリオ・ダゴーニャ |

## 行政

### 分離集落
モーモには、以下の分離集落（フラツィオーネ）がある。
- Agnellengo, Alzate, Castelletto